# Gutierre Miguel de Segovia

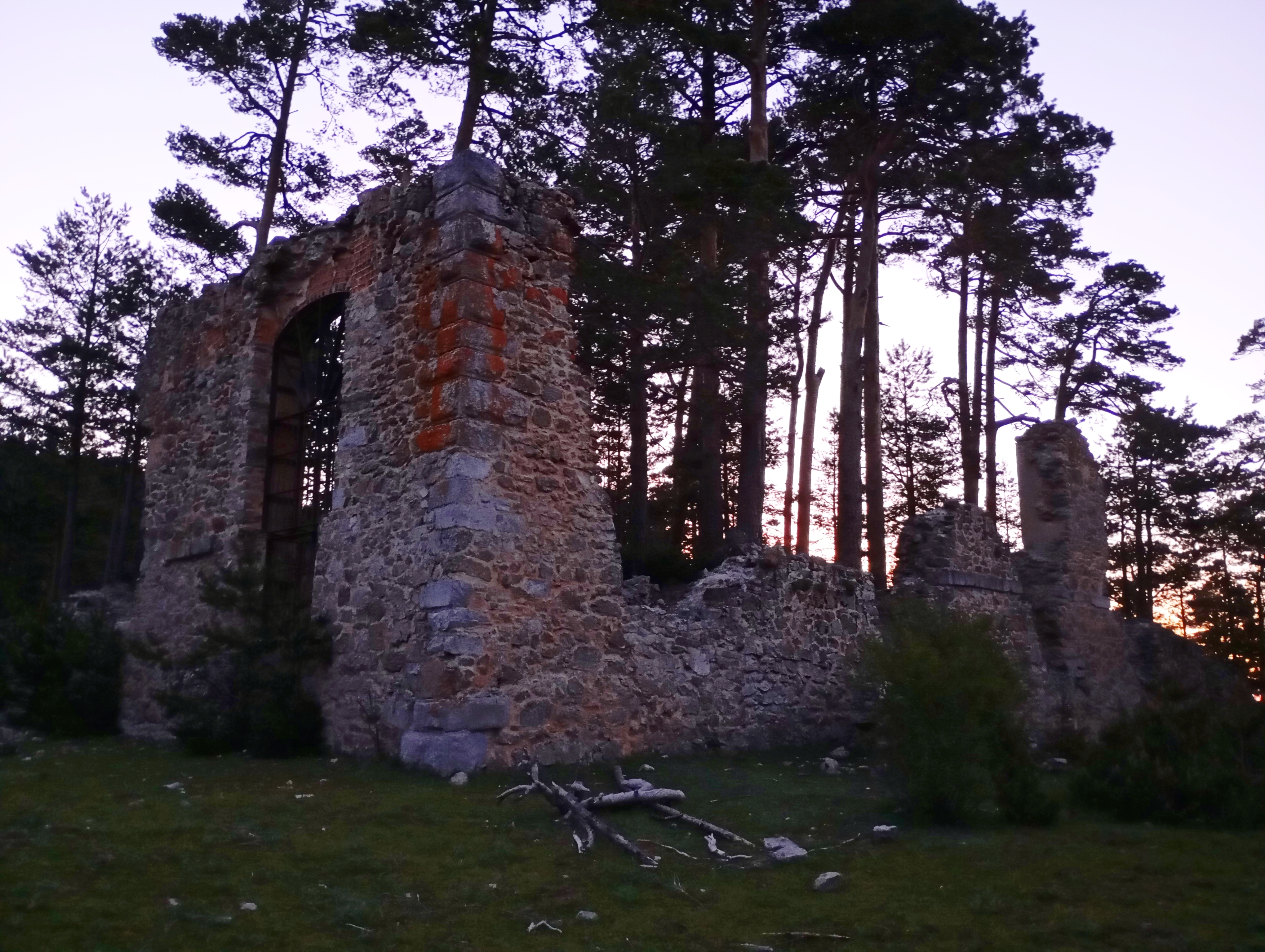
Vista, durante un anochecer de 2025, de la ruinas aún conservadas del Hospital de peregrinos de Fuenfría, después de casi nueve siglos de distintas reformas y usos, tras ser inicialmente promovido por Gutierre de Miguel

Gutierre Miguel de Segovia (Segovia ? - Segovia, 8 de mayo de 1200) fue un ricohombre de Castilla que vivió en el siglo XII, perteneciente al linaje de Segovia. Fue III señor de Moratilla, Nombospes y Espirdo, y fundador del Hospital de Fuenfría.

## Biografía
Nacido, probablemente en la ciudad de Segovia, fue hijo primogénito de Miguel Pérez de Segovia, II señor de Moratilla, de la casa de Alfonso VIII de Castilla y su portero mayor, y hermano por tanto de Gonzalo Miguel de Segovia (m. 1211), obispo de Segovia.
Comenzó su carrera sirviendo a Alfonso VIII de Castilla durante su minoría de edad, sirviendo en la guerra castellano-leonesa contra Fernando II de León, así como en la recuperación de Toledo, por cuyo servicio el rey castellano le hizo donación en la misma ciudad el 18 de octubre de 1166, de una serna y heredad de dos yugadas de bueyes por año y vez en Espirdo; le confirmó esta merced nuevamente en 1174, tras participar en la batalla de los castellanos contra Sancho IV de Navarra.
Contrajo matrimonio en fecha indeterminada con doña Enderaso de Castro, y junto a ella hizo donación el 6 de mayo de 1187 a don Gonzalo, obispo de Segovia, y al cabildo catedralicio de la ciudad, de la serna que le concedió el rey en Espirdo, dotando con ella una capilla dedicada al Espíritu Santo en la antigua Catedral de Santa María de Segovia, para dedicarla a panteón familiar, que fue confirmada nuevamente en 1195. Con anterioridad a este año, Gutierre Miguel hizo donación del lugar de Nombospes al Hospital de Santiago de Toledo, perteneciente a la Orden de Santiago y fundado por Sancho Fernández de Lemus, maestre de la orden. Además, fundó el Hospital de Fuenfría, en el valle de la Fuenfría.
Gutierre Miguel de Segovia, tuvo de su mujer Enderaso (que es lo mismo que Anderaço, Anderaso  o Aldonza), posiblemente hija de Pedro Fernández de Castro "el Castellano", por hijos a:
- García Gutiérrez de Segovia, IV señor de Moratilla.
- Pedro Gutiérrez de Segovia, que sirvió en la batalla de Las Navas de Tolosa.